# 지역구 (영화)
"지역구"는 한국에서 제작된 김두영 감독의 1994년 영화이다. 추민 등이 주연으로 출연하였고 천상용 등이 제작에 참여하였다.

## 출연

### 주연
- 추민
- 정다혜

## 기타
- 조명: 김석진